# مجید اوجی
مجید اوجی (زادهٔ ۱۲ فروردین ۱۳۴۰ در شیراز – درگذشتهٔ ۱۷ آبان ۱۳۹۸ در تهران) نویسنده و تهیه‌کنندهٔ سینما و تلویزیون اهل ایران بود.

## زندگی

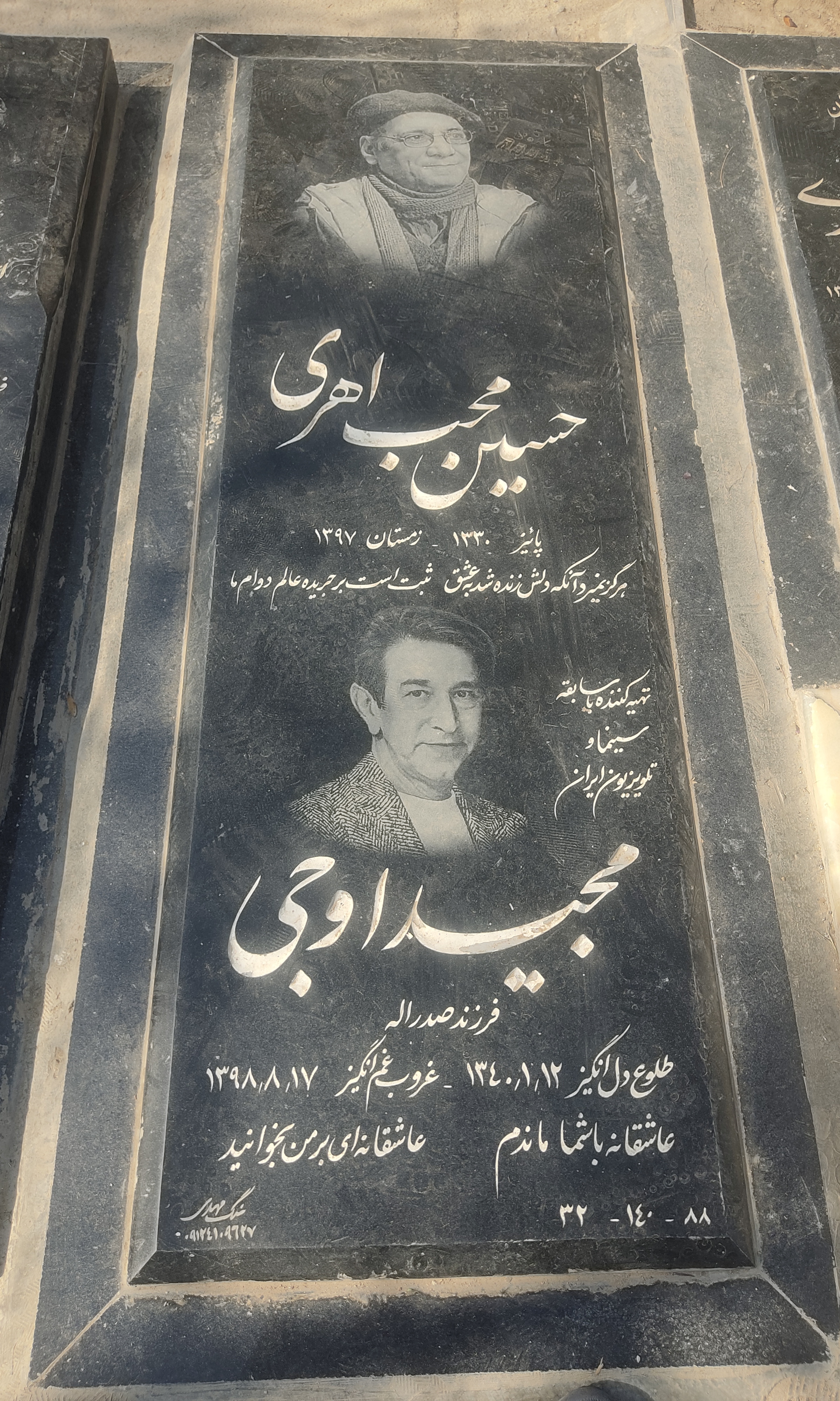
قبر مجید اوجی در قطعه هنرمندان بهشت زهرا

مجید اوجی در سال ۱۳۶۳ با فلورا سام، بازیگر و کارگردان ازدواج کرده و حاصل این ازدواج دختری به نام فریال است.
سفر سبز، توطئه فامیلی، باغ سرهنگ، همسایه‌ها، به سوی افتخار، نشانی، تا رهایی، ما فرشته نیستیم، تعطیلات رؤیایی و مرضیه از جمله سریال‌هایی است که اوجی تهیه کنندگی آنها را بر عهده داشته‌است.
مجید اوجی در ۱۷ آبان ۱۳۹۸ به دلیل سکته قلبی ناشی از سرطان درگذشت.

## آثار

### تلویزیون
- حکایت نامه ۱۳۶۸
- مهر و ماه ۱۳۶۹
- دردسر ۱۳۷۱
- خورشید شب ۱۳۷۴
- به سوی افتخار ۱۳۷۷
- روزهای زندگی ۱۳۷۸
- همسایه‌ها ۱۳۷۹
- سفر سبز ۱۳۸۱
- مشق عشق ۱۳۸۳
- شبی از شب‌ها ۱۳۸۴
- نشانی ۱۳۸۷
- تارهایی ۱۳۸۸
- تله فیلم (خانه ای در غبار) ۱۳۸۹
- توطئه فامیلی ۱۳۸۹
- ناز و نیاز ۱۳۹۰
- بی‌قرار ۱ ۱۳۹۲
- باغ سرهنگ ۱۳۹۲
- ما فرشته نیستیم ۱۳۹۲
- بی‌قرار ۲ ۱۳۹۳
- تعطیلات رؤیایی ۱۳۹۶
- مرضیه ۱۳۹۸

### سینما
- شیخ مفید ۱۳۷۳
- قرارمون پارک شهر ۱۳۹۵